# 筑豊篠栗鉄道事業部
筑豊篠栗鉄道事業部（ちくほうささぐりてつどうじぎょうぶ）は、福岡県直方市にある九州旅客鉄道（JR九州）の事業部である。同社本社鉄道事業本部の出先機関。

## 管轄路線
※ 管轄境界駅については、筑豊篠栗鉄道事業部が管理を担当する駅を記載している。なお、日田彦山線と後藤寺線は旧日田彦山鉄道事業部から承継した路線である。
- 筑豊本線（全線。ただし、折尾駅、原田駅は本社直轄。）
- 篠栗線（全線。ただし、吉塚駅は本社直轄。）
- 日田彦山線（全線。ただし、城野駅は本社直轄、夜明駅は本社久留米鉄道事業部の管轄。）
- 後藤寺線（全線）

## 歴史
- 1996年（平成08年）6月1日：筑豊篠栗鉄道事業部発足[3][4]。
- 2001年（平成13年）
  - 04月1日：北部九州地域本社設立により、本社直轄から北部九州地域本社管轄となる[5]。
  - 10月6日：篠栗線・筑豊本線の一部区間電化開業。電車による旅客営業を開始。
- 2009年（平成21年）4月01日：日田彦山鉄道事業部を統合[5]。
- 2010年（平成22年）4月01日：再度本社直轄に戻る[5]。
- 2011年（平成23年）4月01日：検修部門は直方車両センターに分離。
- 2017年（平成29年）9月18日：直方車両センター構内で入換中の車両が車止めに衝突し、脱線。当該車両は筑豊本線の上り本線を支障。爾後、営業列車が列車防護取り扱い前に支障した区間を走行する重大インシデントが発生[6]。

## 直方運輸センター
直方運輸センター（のおがたうんゆセンター）は、福岡県直方市にある九州旅客鉄道（JR九州）筑豊篠栗鉄道事業部管轄の乗務員基地である。

## 直方車両センター
直方車両センター（のおがたしゃりょうセンター）は、福岡県直方市にある九州旅客鉄道（JR九州）本社鉄道事業本部筑豊篠栗鉄道事業部管轄の車両基地である。前身は直方気動車区（のおがたきどうしゃく）。

### 所属車両の車体に記される略号
「本チク」：本社直轄を意味する「本」と、筑豊篠栗を意味する「チク」から構成される。
なお、直方気動車区時代は「本カタ」（本社直轄を意味する「本」と、直方を意味する「カタ」から構成される）だった。また、北部九州地域本社管轄だった時期は「北チク」（「北」は北部九州地域本社を意味する）だった。

### 所属車両
以下は、2024年（令和6年）10月1日現在の所属車両である。

#### 電車
福北ゆたか線で運用される電車が配属しており、813系・817系には、黄色地に黒文字のステッカーが貼られている。
- 813系（RG編成）
  - 3両編成9本 (RG14 - 19, 228, 1002, 1003)、計27両が所属している[8]。RG14 - RG19の6本は、当所配備時にあたって100番台の2両固定編成にロングシートの中間車（サハ813形500番台）を増結したもの。1本は当初より3両固定編成として製造された200番台。1000番台2本は2015年（平成27年）3月に南福岡車両区から転属してきた車両。
  - 南福岡所属車と異なり、塗装部が銀色に塗り分けられているほか、500番台と1000番台は窓ガラスにUVカットガラスが用いられ、ロールカーテンがないなどの特徴がある。
  - 2007年（平成19年）3月18日のダイヤ改正よりワンマン運転を行っている[8]。
- 817系（VG編成）
  - いずれも2両編成で、1500番台3本 (VG1511, 1513, 1514)、1600番台4本 (VG1601 - 1604)、2000番台7本 (VG2001 - 2007) の計14編成・28両が配置されている[9]。
  - 2011年（平成23年）3月までは1000番台14本、1100番台4本だったが、2000番台の新製配備と引き替えに1000番台のうち5本が鹿児島車両センターへ、1本が熊本車両センターへ転属し、2017年（平成29年）3月にはBEC819系6本が追加配備され1000番台のうち1本が熊本へ転属している。
  - 全車ワンマン運転に対応している。
  - 1000番台・1100番台は2021年度に全車ロングシート化され、1500番台・1600番台となっている[9]。
  - 2022年3月12日付けで108編成、同年3月31日付けで109(現:1509)編成が鹿児島車両センターへ転属した。
- BEC819系（ZG編成）
  - いずれも2両編成で、0番台5本 (ZG001 - 005)、5100番台2本 (ZG5106、ZG5107)、5300番台11本 (ZG5301 - 5311) の計18編成36本が配置されている[10]。
  - 0番台・5100番台は筑豊本線用、5300番台は香椎線用だが、5100番台が香椎線に、また5300番台が福北ゆたか線の列車で使用される場合がある[11]。
  - 蓄電池電車として開発され、筑豊本線用は福北ゆたか線走行時および折尾駅停車中に充電し、その電力で若松線を走行する。
  - 乗降扉横のステッカーは水色に白文字となっており、車両各所に「DENCHA」のロゴが貼られている。
  - 5100番台・5300番台は、100番台・300番台にATS-DKをベースとしたATO装置を搭載し改番した車両。2020年12月に香椎線香椎 - 西戸崎間にて営業運転における運転士添乗の自動運転の実証を開始[12]。2022年3月には区間を香椎線全線に拡大し対象列車を拡大[13]、2023年3月に対象列車をさらに拡大している[14]。2024年3月から鹿児島本線折尾駅 - 二日市駅間でも開始した[11]。
  - ワンマン運転対応。半自動ドア車。

#### 気動車
所属する気動車は、「日田彦山運用」「竹下運用」に分けて運用されている。キハ71系・キハ72系を除き、全車両ワンマン運転対応になっている。
かつては若松線・一部福北ゆたか線直方 - 折尾直通の「直方運用」が存在したが、2017年3月4日のダイヤ改正でのBEC819系導入に伴う気動車の完全撤退により廃止。直方運用専属車については、キハ31形が廃車（一部の車両は熊本へ転属および竹下へ転配）に、キハ40・47形は竹下運用または日田彦山運用（車内収受式改造車）に転用（一部の車両は熊本・鹿児島へ転属）した。

##### 日田彦山運用
日田彦山線、後藤寺線、筑豊本線（原田線）で運用される車両が配置されている。なお、日田彦山運用の車両は全車機関換装済み。
- キハ40形
  - 8000番台の4両 (8051, 8052, 8063, 8102) が所属している[15]。
  - 2017年3月に8063が鹿児島車両センターより転属。
  - 2018年（平成30年）3月16日付で宮崎車両センターより8052が、同月17日付で熊本より8102が各々転属した。
  - 2019年（平成31年）3月11日付で8102は熊本へ再転属。8102は熊本所属時はHID前照灯を装備していたが、直方転属後に通常型前照灯に戻されていた。
  - 2021年（令和3年）3月13日付で8102は熊本より再転入した[16]。
- キハ140形
  - 2000番台の3両 (2040, 2041, 2067) が所属している[15]。このうち2040は保留車となっている[15]。
  - 2017年3月に2067が鹿児島車両センターより転属。
- キハ147形
  - 0番台 (49, 50, 54, 58, 90, 91, 107, 182, 184, 185) と、1000番台 (1032, 1033, 1043, 1044, 1057, 1058, 1068, 1069, 1081, 1125) が各々10両ずつ、計20両が所属している[15]。このうち 107, 1068 の2両は保留車となっている[15]。
  - 2017年7月の九州北部豪雨による日田彦山線内の土砂災害の影響でキハ147形 (107, 1033) の2両が大行司駅に取り残されており、事実上の運用離脱となっていたが[17]、2017年10月25日に撤去された[18]。
  - 2019年3月21日付で50・1032が鹿児島車両センターより転属。

##### 竹下運用
南福岡車両区竹下車両派出（竹下駅構内）に常駐している。まれに同センター内に留置されていることもある。
- キハ71・72系
  - キハ71系4両編成が1本と、キハ72系5両編成が1本の計9両が所属している[15]。いずれも特急「ゆふいんの森」で運用される。

### 過去の所属車両

#### 気動車
- キハ40形（竹下運用）
  - 2018年4月1日時点では、2000番台の2両 (2037, 2053) が所属していた[19]。香椎線のBEC819系投入後も在籍し続けたが、2023年11月に2両とも廃車された[20]。
  - 香椎線で運用されていた。
- キハ47形（日田彦山運用）
  - 2020年4月1日時点では、8000番台の2両 (8070, 8120) が所属していた[21]が、2021年3月13日付で2両とも鹿児島車両センターへ転属した[16]。
  - なお、これまで当センター所属だった8135は2018年3月17日付で熊本へ転属（上記のキハ40 8102との交換）、9049は2019年3月12日付で鹿児島車両センターへ転属した。
- キハ47形（竹下運用）
  - 2018年4月1日時点では、0番台の9両 (71, 73, 75, 78, 79, 127, 130, 156, 160) と、1000番台の4両 (1047, 1076, 1080, 1099) 、8000番台の7両 (8055, 8072, 8074, 8076, 8089, 8129, 8133) 、9000番台の4両 (9031, 9041, 9048, 9074) の計24両が所属していた。8000番台と9000番台車は機関換装済みである[19]。このうち15両 (71, 75, 78, 79, 127, 130, 160, 1047, 8055, 8074, 8076, 8129, 8133, 9031, 9074) は「AQUA LINER」のロゴが付いた香椎線専用の塗装車両となっていた。
  - 0番台の9両と1000番台の4両は全車廃車となった。2019年（令和元年）9月20日付で71が、同年10月2日付で78が、2020年1月20日付で127が、同月24日付で1099が、同年2月3日付で156が、同月25日付で130が、それぞれ廃車された[21]。2020年4月30日付で160が、同年5月8日付で1080が、同月12日付で79が、同月20日付で1047が、同年7月31日付で75が、同年8月17日付で1076が、同年9月14日付で73が、それぞれ廃車された[16]。
  - 8000番台の7両と9000番台の4両は全車転属となった。2019年3月12日付で8074・9074が鹿児島へ、同月16日付で8055・8089・9048が鹿児島、8129・9031が熊本へ、同19日付で8133が唐津へ転属。2019年4月29日付で8072が鹿児島へ、同年6月19日付で8076が熊本へ、同7月21日付で9041が熊本へ転属している[21]。
  - 香椎線で運用されていた。